# Glyphostoma
Glyphostoma là một chi ốc biển, là động vật thân mềm chân bụng sống ở biển trong họ Clathurellidae, họ ốc cối.

## Các loài
Các loài thuộc chi Glyphostoma bao gồm:
- Glyphostoma aguadillana (Dall & Simpson, 1901)[2]
- Glyphostoma aliciae (Melvill & Standen, 1895)[3]
- Glyphostoma alliteratum Hedley, 1915[4]
- Glyphostoma bayeri Olsson, 1971[5]
- Glyphostoma bertiniana (Tapparone-Canefri, 1878)[6]
- Glyphostoma candida (Hinds, 1843)[7]
- Glyphostoma canfieldi (Dall, 1871)[8]
- Glyphostoma cara (Thiele, 1925)[9]
- Glyphostoma claudoni (Dautzenberg, 1900)[10]
- Glyphostoma dedonderi Goethaels & Monsecour, 2008[11]
- Glyphostoma dentiferum Gabb, 1872[12]
- Glyphostoma dialitha (Melvill & Standen, 1896)[13]
- Glyphostoma elsae Bartsch, 1934[14]
- Glyphostoma epicasta Bartsch, 1934[15]
- Glyphostoma gabbii (Dall, 1889)[16]
- Glyphostoma golfoyaquense Maury, 1917[17]
- Glyphostoma granulifera (Schepman, 1913)[18]
- Glyphostoma gratula (Dall, 1881)[19]
- Glyphostoma gratulum (Dall, 1881)[20]
- Glyphostoma hervieri Dautzenberg, 1932[21]
- Glyphostoma immaculata Dall, 1908[22]
- Glyphostoma kihikihi Kay, 1979[23]
- Glyphostoma lyuhrurngae Lai, 2005[24]
- Glyphostoma maldivica Sysoev, 1996[25]
- Glyphostoma myrae Shasky, 1971[26]
- Glyphostoma neglecta (Hinds, 1843)[27]
- Glyphostoma oenoa Bartsch, 1934[28]
- Glyphostoma oliverai Kilburn & Lan, 2004[29]
- Glyphostoma otohimeae Kosuge, 1981[30]
- Glyphostoma phalera (Dall, 1889)[31]
- Glyphostoma pilsbryi Schwengel, 1940[32]
- Glyphostoma polynesiensis (Reeve, 1845)[33]
- Glyphostoma purpurascens (Dunker, 1871)[34]
- Glyphostoma pustulosa McLean & Poorman, 1971[35]
- Glyphostoma rostrata Sysoev & Bouchet, 2001[36]
- Glyphostoma rugosum (Mighels, 1845)[37]
- Glyphostoma scalarinum (Deshayes, 1863)[38]
- Glyphostoma scobina McLean & Poorman, 1971[39]
- Glyphostoma supraplicata Sysoev, 1996[40]
- Glyphostoma thalassoma Dall, 1908[41]